# Гайнозавр
Гайнозавр, или хайнозавр (устоявшееся название при неправильном прочтении с латыни), айнозавр, энозавр (лат. Hainosaurus, от др.-греч. αἰνός σαῦρος «жуткий ящер») — гигантский мозазавр позднемеловой эпохи. Ближайший родственник североамериканского тилозавра, вместе с ним входит в подсемейство Tylosaurinae. Назван Луи Долло в 1882 году в честь реки Хайна (Эно) в Бельгии, где были найдены остатки типового вида. Гайнозавр — один из последних мозазавров, доживший до самой мел-палеогеновой границы.

## Анатомия
От своего близкого родственника-тилозавра отличается большей длиной носовых отверстий и более удлинённым туловищем. Более 53 позвонков от головы до начала хвоста (у тилозавра — 35), и хвост, соответственно, скорее всего относительно более короткий — менее 50% от общей длины животного. Впрочем, неизвестно, являются ли известные останки каудальной части позвоночника достаточно полными, чтобы подтвердить это. «Шевроны» на хвостовых позвонках не сочленены с телами позвонков.
Кончик ростра лишён зубов, предполагается что он использовался как «таран», но довольно таки легкий и кинетичный череп может противоречить такому заключению, если только он не допускал четкое распределение нагрузок при ударе. Зубы уплощённые, с двумя ярко выраженными режущими кромками (в отличие от «гранёных» зубов тилозавра с слабо-выраженными зазубринами), у поздних видов этого рода (H. bernardi) режущие кромки присутствуют даже на птеригоидных зубах, что в сумме является наглядной адаптацией для охоты на очень крупных животных, скорее всего — на других морских рептилий.

### Размеры
Размеры гайнозавра огромные — длина черепа крупнейшего известного из относительно полных образцов оценивается в более 1,5 метров. Общая длина по первоначальным расчетам достигала 17 или 15 метров. Однако, согласно последним данным, связанным с находками небольших, но более полных (в плане сохранности посткраниального скелета) образцов гайнозавров, на самом деле длина особи с более чем 1,5 метровым черепом была только в районе 12,2 метров — меньше, чем у крупнейших представителей родов Mosasaurus (свыше 17 метров) и Tylosaurus (до 14 метров). Тем не менее, до сих пор указываемые в литературе размеры до 15—17 и более метров также допустимы для более крупных представителей рода, пока не обнаруженных или вовсе не сохранившихся в палеонтологической летописи. Кроме того, на столь крупные размеры указывают некоторые фрагментарные окаменелости.

## Палеоэкология

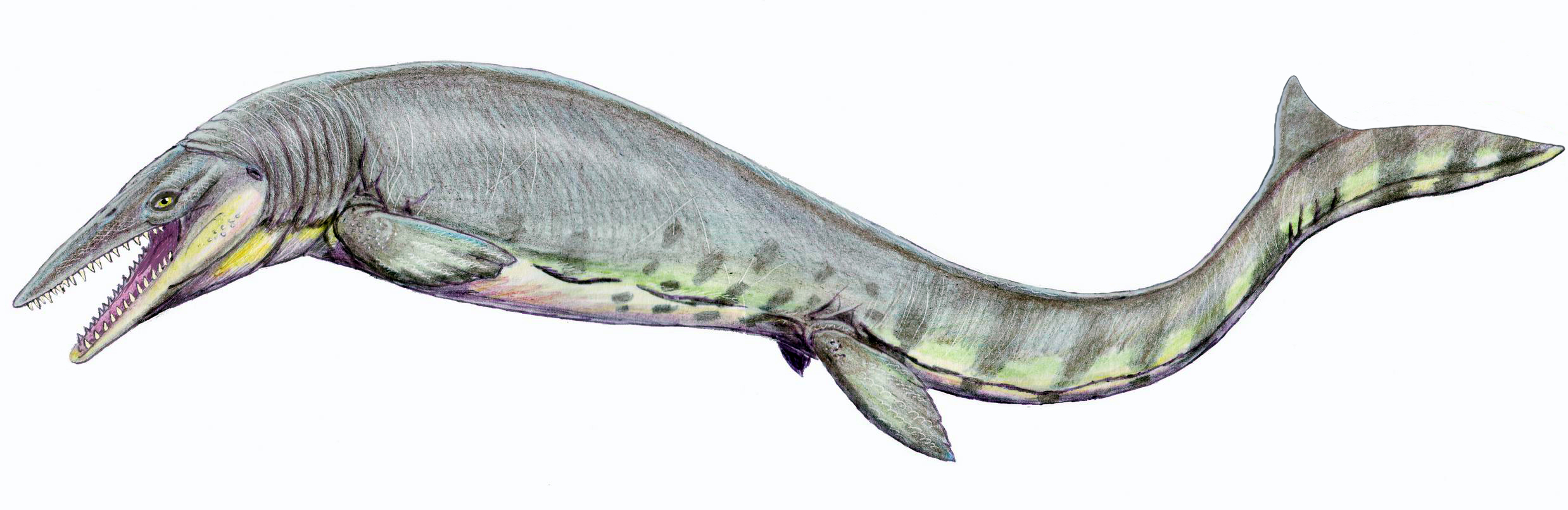
Hainosaurus pembinensis

Гайнозавр был активным и, как и другие мозазавры, очень агрессивным и задиристым хищником. В брюшной полости типового экземпляра были обнаружены остатки проглоченной морской черепахи, а в желудке экземпляра RSM P 2588.1 — останки других мозазавров: плиоплатекарпуса и неидентифицированного представителя семейства. Интересно упоминание о черепе другого гигантского мозазавра — молодого (длиной около 11-12 метров) Mosasaurus hoffmanni, разбитом каким-то «тупым орудием» (фигурально выражаясь, кто-то «вышиб ему мозги»). Судя по всему, «орудие» по размерам и форме соответствовало ростру гайнозавра. Впрочем, эта трактовка может быть ошибочной, поскольку, как говорилось выше, череп гайнозавра отличается хрупкостью строения, с наличием многочисленных подвижных соединений между костями, служившими для эффективного распиливания захваченной крупной добычи и растягивали пасть при проталкивании в глотку более мелкой.

## Виды
Выделяют примерно три вида, но только один из них считается общепризнанным. Следует учесть, что ряд видов гайнозавра из Европы оказались европейскими представителями рода Tylosaurus.
- Hainosaurus bernardi — типовой вид, назван Л.Долло в честь промышленника Леопольда Бернарда, позволившего производить раскопки в своей фосфатной шахте в Mesvin-Ciply (Бельгия). Голотип представляет переднюю половину скелета с черепом. Маастрихт Бельгии и Франции. Самый крупный вид, до 15—17 метров длиной с известными образцами длинной не менее 12,2 метров.
- Hainosaurus pembinensis — американский вид, описанный Э. Николлс в 1988 году из раннего кампана Пембины в Манитобе (Канада). Известен полный скелет, получивший прозвище «Брюс», хранящийся в музее в Манитобе. Длина скелета около 14 метров. Не исключено, что этот вид принадлежит к роду Tylosaurus, в таком случае в Северной Америке род Hainosaurus не представлен вообще.
- Hainosaurus gaudryi — описан М. Тевенином в 1896 году, вид назван в честь знаменитого французского палеонтолога Альберта Годри. Происходит из сантона Франции (департамент Сомма). Согласно некоторым исследованиям, относится к роду «Тилозавр».

Неопределимые до вида остатки этих мозазавров известны также из позднего мела Швеции, Польши и Волгоградской области.